# Ordine della Stella d'Etiopia
L'Ordine della Stella d'Etiopia è un ordine cavalleresco dell'Etiopia.

## Storia
L'Ordine venne fondato nel 1879 dal Negus Menelik II come uno dei numerosi ordini di collazione nazionale per celebrare lo stato etiope e la sua antica tradizione simbologica.

## Classi
L'Ordine consta dei seguenti gradi di benemerenza che danno diritto a dei post nominali qui indicati tra parentesi:
- Cavaliere di Gran Croce (GCSE)
- Grand'Ufficiale (GOSE)
- Commendatore (CSE)
- Ufficiale
- Cavaliere (KSE)

| Nastri    |           |              |                 |              |
| Cavaliere | Ufficiale | Commendatore | Grand'Ufficiale | Gran Cordone |

## Insegne
- La medaglia da cavaliere è costituita da una stella a cinque punte con le due punte basse unite tra loro a mo' di base, tutta sbalzata finemente in oro, avente in centro un medaglione in oro decorato. Essa era sovrastata dalla corona imperiale in oro.
- La medaglia da ufficiale era costituita da una stella a cinque punte con le due punte basse unite tra loro a mo' di base, tutta sbalzata finemente in oro, avente in centro un medaglione in oro decorato con un rubino centrale. Essa era sovrastata dalla corona imperiale traforata in oro.
- La medaglia da commendatore era costituita da una stella a otto punte avente in centro un medaglione decorato a foggia di rosetta circondato da un piccolo anello smaltato di blu. Essa era sovrastata dalla corona imperiale etiope in oro.
- La medaglia da grand'ufficiale e cavaliere di gran croce era costituita da una grande stella a dodici punte con dodici punte più piccole tutta in oro traforata avente al centro un medaglione con una croce greca circondata da un anello decorato con altre quattro croci greche. Il tutto è sovrastato dalla corona imperiale etiope in oro traforata.
- La placca riprendeva le forme della medaglia da grand'ufficiale e cavaliere di gran croce.
- Il nastro riprende i colori della bandiera nazionale: esso è tripartiti con, partendo da sinistra, una striscia verde, una gialla e una rossa.

## Insigniti notabili
- Giacomo Acerbo
- Pëtr Nikolaevič Krasnov